# NGC 2238
NGC 2238 is een emissienevel in de Rozettenevel, die zich bevindt in het sterrenbeeld Eenhoorn. Het hemelobject werd op 28 februari 1864 ontdekt door de Duitse astronoom Albert Marth.

## Synoniemen
- LBN 948